# Varshilo
Varshilo es una localidad situada en el municipio de Sozopol, en la provincia de Burgas, Bulgaria. Tiene una población estimada, a mediados de septiembre de 2024, de 173 habitantes.